# Первомаевка (Херсонская область)
Первомаевка (укр. Первомаївка) — село в Верхнерогачикской поселковой общине Каховского района Херсонской области Украины.
Население по переписи 2001 года составляло 1478 человек. Почтовый индекс — 74430. Телефонный код — 5545. Код КОАТУУ — 6521583301.

## Местный совет
74430, Херсонская обл., Верхнерогачикский р-н, с. Первомаевка, ул. Гагарина, 2